# 1 Pułk Ułanów Nadwornych

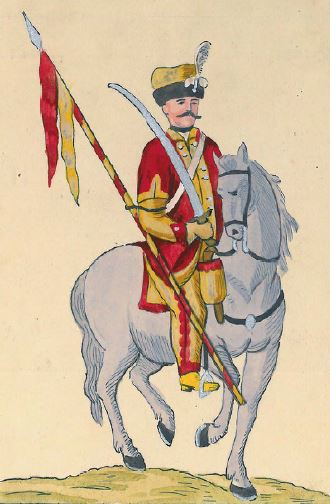
Ułan na koniu z wojsk nadwornych

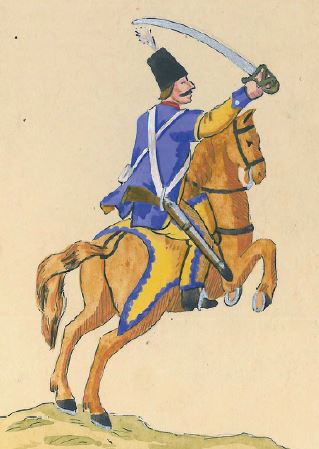
Pachołek na koniu z wojsk nadwornych

1 Pułk Ułanów Nadwornych (albo 1 Pułk JKM i Rzeczypospolitej Lekkiej Jazdy) – polski pułk jazdy schyłku I Rzeczypospolitej.
W powstaniu kościuszkowskim występował pod nazwą 5 pułku ułanów.

## Formowanie i zmiany organizacyjne
Król utrzymywał własne oddziały wojskowe płatne z intrat królewskich.
Ustawa sejmowa z 1775 roku regulowała ten problem następująco:

A iako Milicya Nadworna, Którą Nam przezpacta comentay prawo ostatniego Seymu trzymać pozwolono przez cały czas Panowania naszego wiernościy dzielności swoyey dała dowody, za zgodą wszech Stanów mieć chcemy: aby Officyerowie, towarzystwo, żołnierze, onąż składający w pułkach y batalionie garnizonu naszego Grodzieńskiego zarówno z komputowymi za żołnierstwo Rzeczypospolitey znanemi byli z tą tylko różnością: że taż Milicya nasza Nadworna iedynie od rozkazów naszych dependującaz naszych własnych intrat Królewskich tylko płatna iesty być ma.

W 1777 składał się ze sztabu szwadronów: rtm. Zarzyckiego, rtm. Brinkena, rtm. Zaleskiego.
Sejm Czteroletni uchwalił w 1789 roku, że pułki nadworne będą podlegać królowi do końca jego życia, a po jego zgonie przejdą na etat wojsk Rzeczypospolitej. Jednak już w maju 1792 roku sejm podjął uchwałę o wcieleniu wszystkich milicji nadwornych do etatowych wojsk Rzeczypospolitej. Pułk nadworny komendy J. Woyny był utrzymywany z dochodów króla i wszedł w komput Rzeczypospolitej dopiero w sierpniu 1793 roku.
Pułk w 1792 liczył 390 „głów” i 390 koni. W 1794 roku w marcu liczyła 382 „głów” i 345 koni, w maju 498 „głów” i 350 koni, a we wrześniu 601 „głów” i 403 koni.
W okresie powstania kościuszkowskiego posiadał na uzbrojeniu 396 pistoletów, 610 szabel i 370 pik.

## Stanowiska
Miejsce stacjonowania pułku:
- Warszawa, Łomazy (1774)
- Korsuń (1787)
- Bohusław[3]
- Kozienice (1794)

## Żołnierze pułku
Korpus oficerski pułku stanowili: pułkownik, major, regent (regiment-kwatermistrz) z rangą porucznika, adiutant z rangą chorążego, felczer, 3 rotmistrzów, 6 poruczników i 6 chorążych.
Pułkownicy:
- Ignacy Woyno (1774-1783)
- Stanisław Köning (1783-),
- Franciszek Ksawery Wojciechowski (1794).

## Walki
W wojnie z Rosją 1792 roku pułk nie wziął czynnego udziału. Znajdował się w składzie korpusu rezerwowego gen. A. Byszewskiego. Brał udział w powstaniu kościuszkowskim pod nazwą 5 pułku ułanów. Szwadron pod komendą Franciszka Wojciechowskiego uciekł z pola bitwy pod Maciejowicami.
Bitwy i potyczki

Jego żołnierze brali udział w działaniach zbrojnych konfederacji barskiej. Walczyli również pod Warszawą (17 kwietnia 1794), Nowym Dworem (26 kwietnia 1794), Słonimiem (3 sierpnia 1794), Zegrzem (18 sierpnia 1794), Krupczycami (16 września 1794), Brześciem (17 września 1794), Maciejowicami (10 października 1794) oraz Pragą (4 listopada 1794).